# Gammelgrundet (vid Eugmo, Larsmo)
Gammelgrundet är en ö i Finland. Den ligger i sjön Larsmosjön och i kommunen Larsmo i den ekonomiska regionen  Jakobstadsregionen  och landskapet Österbotten, i den centrala delen av landet, 400 km norr om huvudstaden Helsingfors. Öns area är 1,5 hektar och dess största längd är 220 meter i nord-sydlig riktning. I omgivningarna runt Gammelgrundet växer i huvudsak blandskog.